# Alex Baresi
Alessandro Vacchieri (Génova, 5 de febrero de 1979), más conocido por su nombre artístico Alex Baresi, es un actor pornográfico gay italiano. 

## Biografía
Nacido en Génova, realizó sus estudios superiores en economía y comercio graduándose con una tesis sobre economía internacional. Luego de egresar trabajó por un periodo corto para una compañía aseguradora. Su carrera en la industria pornográfica se inicia en 2005, cuando un amigo le sugiere ser parte de una película de género barebacking, rechazando la propuesta debido a que iba en contra de sus principios sobre el sexo seguro. Sin abandonar la idea de ser actor, tras realizar algunas gestiones, viaja a San Francisco, California, para participar en una película rodada por los Raging Stallion Studios, posteriormente viaja a Londres para la realización de otro filme para los estudios Alphamale Media. Sus primeros trabajos los hizo bajo el seudónimo de Alex Corsi. 
Luego de su primera experiencia como actor, en 2006 obtiene un contrato en exclusiva para los estudios Titan Media, cambiando su nombre a Alex Baresi para darle un renuevo a su carrera.  
De sus cualidades físicas, destaca su vellosidad corporal y su contextura atlética. Fuera del ámbito cinematográfico, Baresi es un activista en favor de la sexualidad responsable y la lucha contra el sida.

## Filmografía
| Año  | Título                                 |
| ---- | -------------------------------------- |
| 2005 | Bedroom Eyes                           |
| 2006 | Breathless                             |
| 2006 | Fistpack 9: Stetch                     |
| 2006 | Folsom Filth: Director's Expanded Edit |
| 2006 | Monster Bang 9: Humping Iron           |
| 2006 | Out In The Open                        |
| 2006 | Spy Quest 3                            |
| 2007 | Breakers                               |
| 2007 | Fear                                   |
| 2007 | Folsom Leather                         |
| 2007 | Men's Room 3: Ozark Mtn. Exit 8        |
| 2008 | Best of Francois Sagat 3               |
| 2008 | Folsom Prison                          |
| 2008 | Funhouse                               |
| 2008 | Telescope                              |
| 2009 | Double Barrel                          |
| 2010 | Best of Carlo Cox                      |
| 2011 | Marco Blaze: Thick and Uncut           |